# Lasioglossum himalayense
Lasioglossum himalayense là một loài Hymenoptera trong họ Halictidae. Loài này được Bingham mô tả khoa học năm 1898.